# Dévényi Sándor
Dévényi Sándor (Pécs, 1948. november 27. – ) a Nemzet Művésze
címmel kitüntetett, Kossuth- és Ybl Miklós-díjas magyar építész, a pécsi organikusok körének meghatározó alakja, a Kós Károly Egyesülés alapító tagja.

## Élete
Családja apai ágon horvát származású, anyai ágon tősgyökeres pécsi. Anyai dédanyja és nagybátyja is a Zsolnay porcelángyár művésze volt. A pécsi újmecsekaljai gimnáziumban érettségizett, 1967-ben. 1968–73 között a Budapesti Műszaki Egyetemen tanult, majd 1973–75 között az Iparterv fővárosi irodájában, majd 1975–80 között a Baranyatervnél dolgozott. 1980-tól műemlékvédelmi szakmérnök, 1987-ig elsősorban Pécs történeti belvárosának rehabilitációjával foglalkozott. 1980–82 között elvégezte a MÉSZ Mesteriskoláját. 1988–90-ben a Pécsi Építész Iroda munkatársaként dolgozott, majd önálló tervezőirodát alapított, Dévényi és Társa néven. Állandó tervezőtársa Halas Iván.

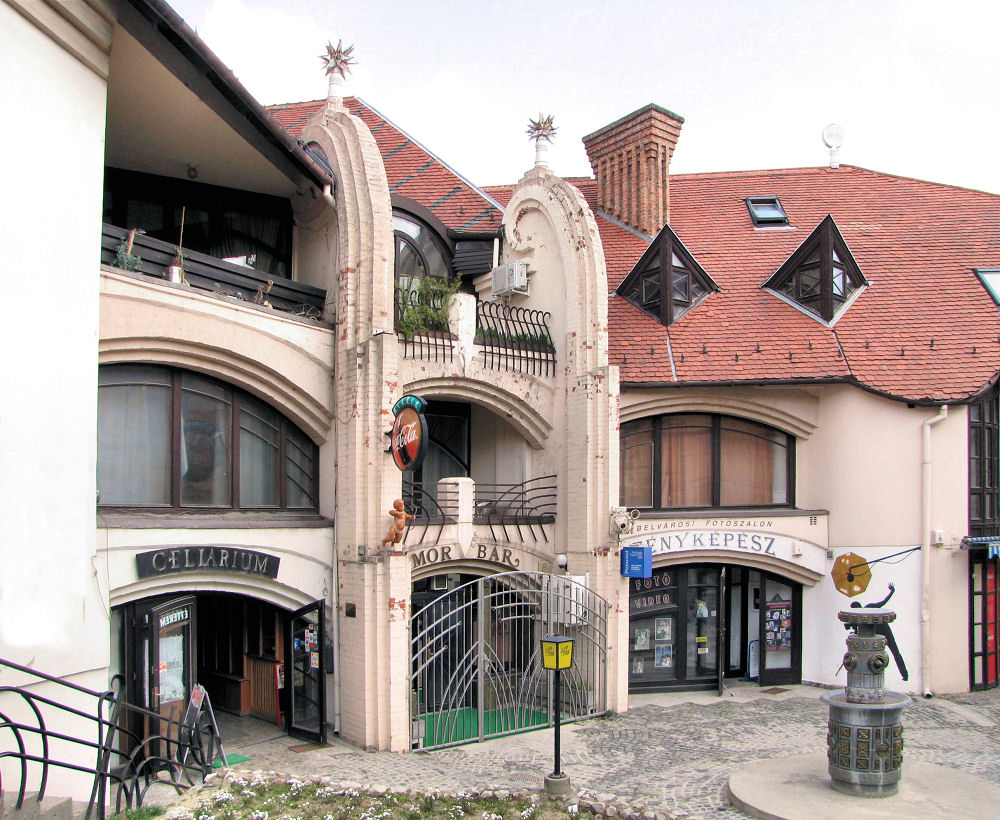
Dévényi Sándor: Lakodalmas Ház, Pécs

Dévényi az ezerkilencszázhetvenes évek közepén került kapcsolatba a Csete György által irányított Pécs Csoporttal. Ebben az időszakban elsősorban kevésbé népszerű építészeti feladatokkal, térburkolatok tervezésével, és örökségvédelemmel foglalkozott. Különleges, a magyar építészetben kiemelkedő munkája a korai posztmodern alkotások közé sorolható Egyetemi Pinceklub (1976). Városképi szempontból meghatározó műve az Aradi Vértanúk útjának kialakítása, ahol Kistelegdi Istvánnal a korábban tervezett híd helyett a Kálvária-domb alatti alagúttal tudták megoldani a forgalom kiszolgálását. 1988-ban „Pécs belvárosában végzett építészeti tevékenységéért” Ybl Miklós-díjjal tüntették ki. Későbbi ilyen típusú munkái közül mindenképp említést érdemel a pécsi Jókai tér kialakítása (2000) és a budapesti Szent Gellért tér arculata a Forráskúttal (2003). 1992-ben részt vett a dél-dunántúli autópálya létrehozását megcélzó Dunántúl Autópálya Alapítvány létrehozásában.
Első lakóépületei a nyolcvanas években készültek el. Jellegzetes, a történeti építészetből és a közvetlen környezetből merített formakinccsel dolgozó, bátor színekkel és változatos anyaghasználattal kiképzett homlokzatai a magyar posztmodern építészet jellegzetes, egyedi, a humortól és az iróniától sem visszariadó irányvonalát mutatják. A nyolcvanas-kilencvenes években szívesen használt épületein kerámiát, gyakori alkotótársa volt Dobány Sándor keramikusművész. E korszakának legkiválóbb példái a Lakodalmas ház, a Római udvar, valamint 1985-ben az év lakóháza építészeti nívódíjjal elismert Villámsújtotta Ház. Ezt a díjat a következő évben István utca 5. házával is elnyerte, majd 1990-ben a pécsi Miklós u. 20. alatti épületével ismét. Kiemelkedő alkotása 1991-ből Magyarország első lakóparkjaként 2,1 hektáron létrejött Makár Tanya (Hotel Makár) szálloda és szabadidőközpont, melyet Laczkó Béla és Sebestyén Gyula mérnök barátai közreműködésével tervezett.
1989-ben a Kós Károly Egyesülés egyik alapítója, többek közt Makovecz Imrével, akit mesterének tart. 1991-ben több munkáját is kiállították a Velencei Építészeti Biennálé magyar pavilonjában. 1994-ben a Munkácsy Udvar épületéért Pro Architectura-díjat kapott. 1997-ben a Magyar Művészeti Akadémia tagjává választották. 2002 és 2004 között önkormányzati képviselő volt Pécsett.
2004-ben Príma díjat kapott. Újabb munkái a kortárs szerves építészet jellegzetességeit mutatják; köztük a barcsi és marcali fürdőkomplexumokat, illetve a pécsi János utca két lakóházát. 2009 óta a Kós Károly Egyesülés igazgatója.

## Fontosabb művei
- 1976-84. „Tímárház”, Pécs, Felsőmalom u. 9. (Várostörténeti Múzeum)
- 1976. Egyetemi pinceklub, Pécs
- 1978-79. Hullámos teraszház, Pécs (munkatársak: Csaba Gyula, Lugosi Ágnes, Weiler Árpád)
- 1978-85. „Villámsújtotta Ház”, Pécs, Felsőmalom u. 2.
- 1980-82. A Színház tér rendezése, Pécs
- 1982. Bányamúzeum, Pécs, Káptalan u. 3.
- 1982. „Lakótelepet Harapó Ház”, Pécs
- 1982-88. Akvárium-terrárium, Pécs, Munkácsy Mihály u. 31-33. (Kistelegdi Istvánnal)
- 1983. Műemléki lakóház rekonstrukciója, Pécs, Felsőmalom u. 11.
- 1982-83. „Bikafejes ház”, Pécs, Kazinczy u. 3.
- 1981-88. Kálvária-dombi alagút és Aradi Vértanúk útja, Pécs (útvonalterv)
- 1982-88. Akvárium-terrárium, Pécs, Munkácsy Mihály u. 31. (Kistelegdi Istvánnal)
- 1983-85. „Lakodalmas Ház”, Pécs, Hunyadi u. 2.
- 1985-87. Műemléki lakóház rekonstrukciója, Pécs, Felsőmalom u. 16/1
- 1985-2003. Térarchitektúra, városfal-rekonstrukció, Kálvária utca – Ágoston tér, Pécs
- 1986. Lakóház, Pécs, István u. 5.
- 1987. Családi ház a Mecsek oldalában, Pécs
- 1987. A Dóm étterem belsőépítészete, Pécs
- 1987-89. Nyugdíjasház, Paks
- 1988. Családi ház, Pécs-Málom
- 1989. Családi ház, Pécs-Báránytető
- 1991. Munkácsy Udvar, Pécs, Munkácsy Mihály u. 9. (munkatársak: Borza Endre, Lápossy Kristóf)
- 1991. Római Udvar, Pécs, Teréz u. 11. – Jókai u. 13.
- 1991. Bagolyvár Vendéglő, Pécs
- 1991. Panzió, Siófok
- 1991-95. A Lágymányosi híd gyalogos feljáróinak terve, acélszerkezet arculata, Budapest
- 1991-2010. Dunántúl Autópálya (M65) koncepcióterve
- 1992-93. A Színház tér rendezése, Pécs
- 1993. Lakóház, Pécs-Kisgyűd
- 1993. Családi ház, Budapest
- 1993. Családi ház, Érd
- 1993. Hungária-irodaház, Pécs, Hungária u. 45.
- 1993-1998. Makár-tanya, Pécs, Középmakár dűlő 4.
- 1994-96. Corvin Hotel, Budapest
- 1994-97. Családi ház, Pécs, Nyíl u. 18.
- 1995. Családi ház, Baja
- 1997. A Gellért Szálló részleges felújítása, Budapest
- 1999. Társasház, Pécs, János u. 8.
- 1999. Hotel Millennium, Pécs
- 1999-2009. Szent Mihály római katolikus templom, Kékesd
- 2000. A Jókai tér térburkolata és a Millenniumi Emlékmű, Pécs
- 2000. Bagolyvár Panzió, Pécs
- 2000/2006. Strand és gyógyfürdő, Barcs
- 2000/2006. Duna-Dráva Nemzeti Park Igazgatósági épület, Drávaszentes
- 2002. Lakóház, Budapest, II. Szemlőhegy u. 34.
- 2002-2008. Fürdő és tanuszoda, Marcali
- 2003. Térburkolatok, Keszthely
- 2003. Térburkolat és Forrásház, Budapest, Gellért tér
- 2003. Térarchitektúra, Budapest, Nagymező utca
- 2004. Társasház, Pécs, János u. 10.
- 2004. Társasház, Pécs, Megye u. 4.
- 2004. Családi ház, Pécs
- 2004. Túraállomás, Túrony
- 2004. Gyimóthy-villa bővítése és felújítása, Nagyharsány
- 2004. Látogatóközpont, Nagyatád
- 2005. Családi ház, Pécs
- 2006. Társasház üzletekkel, szórakozóhellyel (az Egyetemi Pinceklub bővítése), Pécs, Tímár u. – Rákóczi u.
- 2007. Gyalogoshíd a Rinya felett, Barcs
- 2009-2011. Integrált Oktatási Intézmény, Sásd (a Marp Építészirodával)  Archiválva 2011. augusztus 11-i dátummal a Wayback Machine-ben
- 2010. A Kossuth tér térfelszínének rendezése, Pécs
- 2010-2011. Kulturális központ, Nyíregyháza (terv)  Archiválva 2011. augusztus 11-i dátummal a Wayback Machine-ben

## Díjai
- Ybl Miklós-díj (1988)[1]
- Év Lakóháza díj (1986, 1987, 1990)[1]
- Pro Architectura díj (1994)[1]
- Pécs Város Millecentenáriumi díja (1996)[1]
- Kossuth-díj (1999)
- Prima Primissima díj (2004)[1]
- Pro Civitate díj (2012)
- A Nemzet Művésze (2017)[5]
- A Magyar Érdemrend parancsnoki keresztje (2023)[6]

## Képgaléria

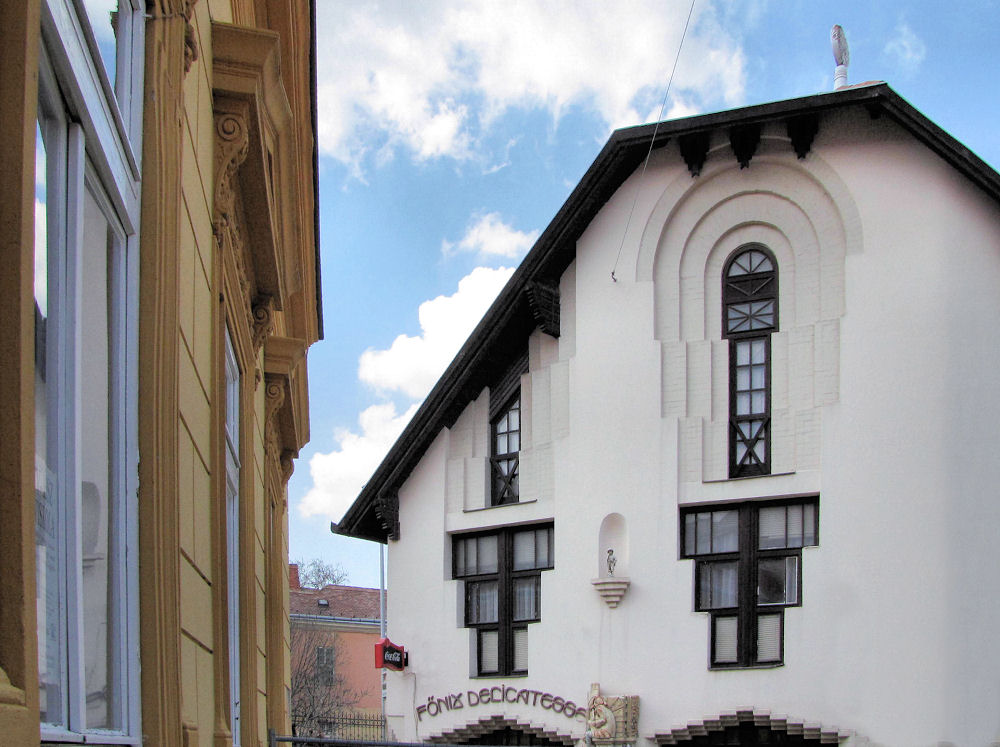
A Lakodalmas Ház részlete, Pécs
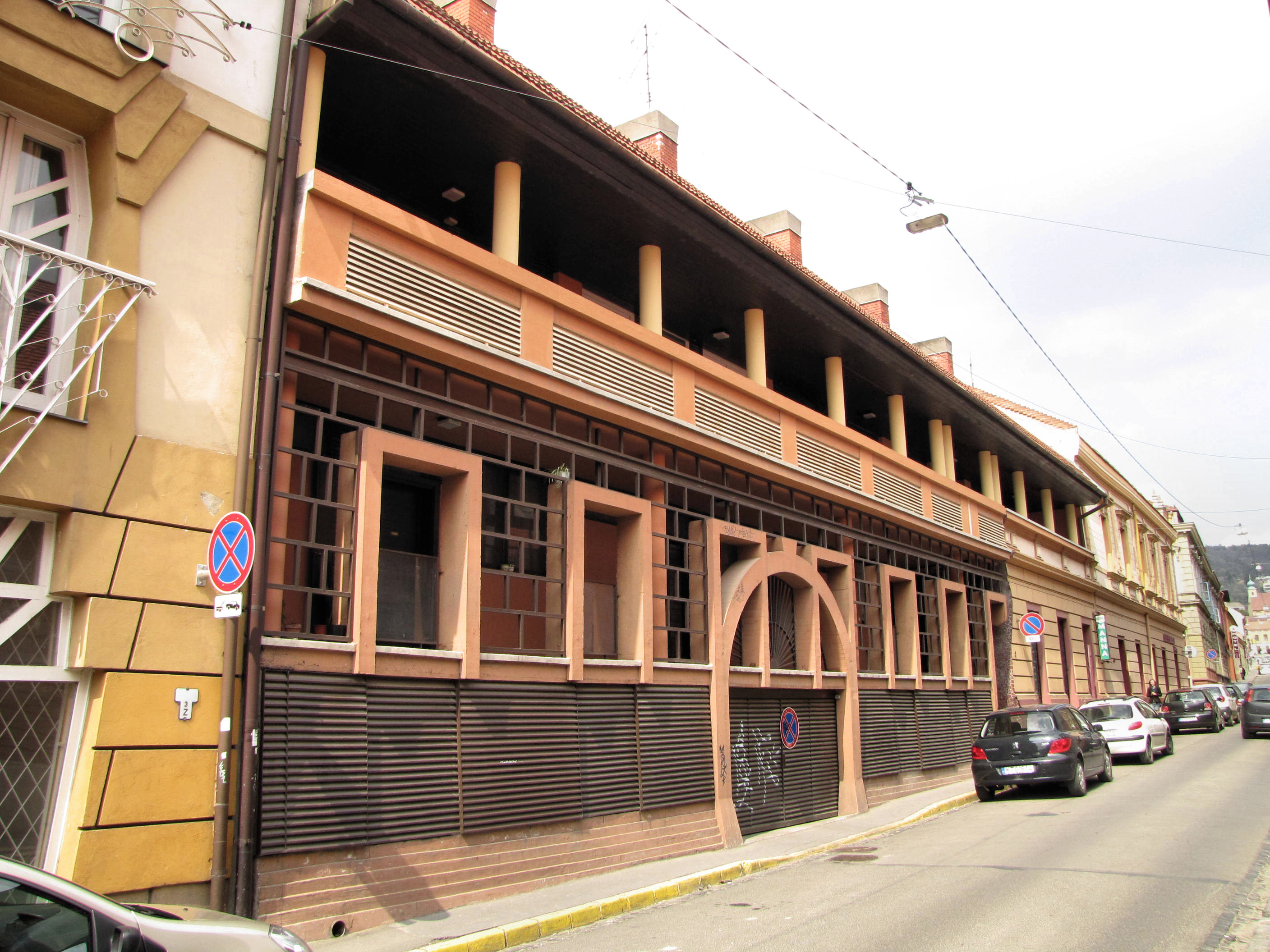
A Villámsújtotta Ház, Pécs
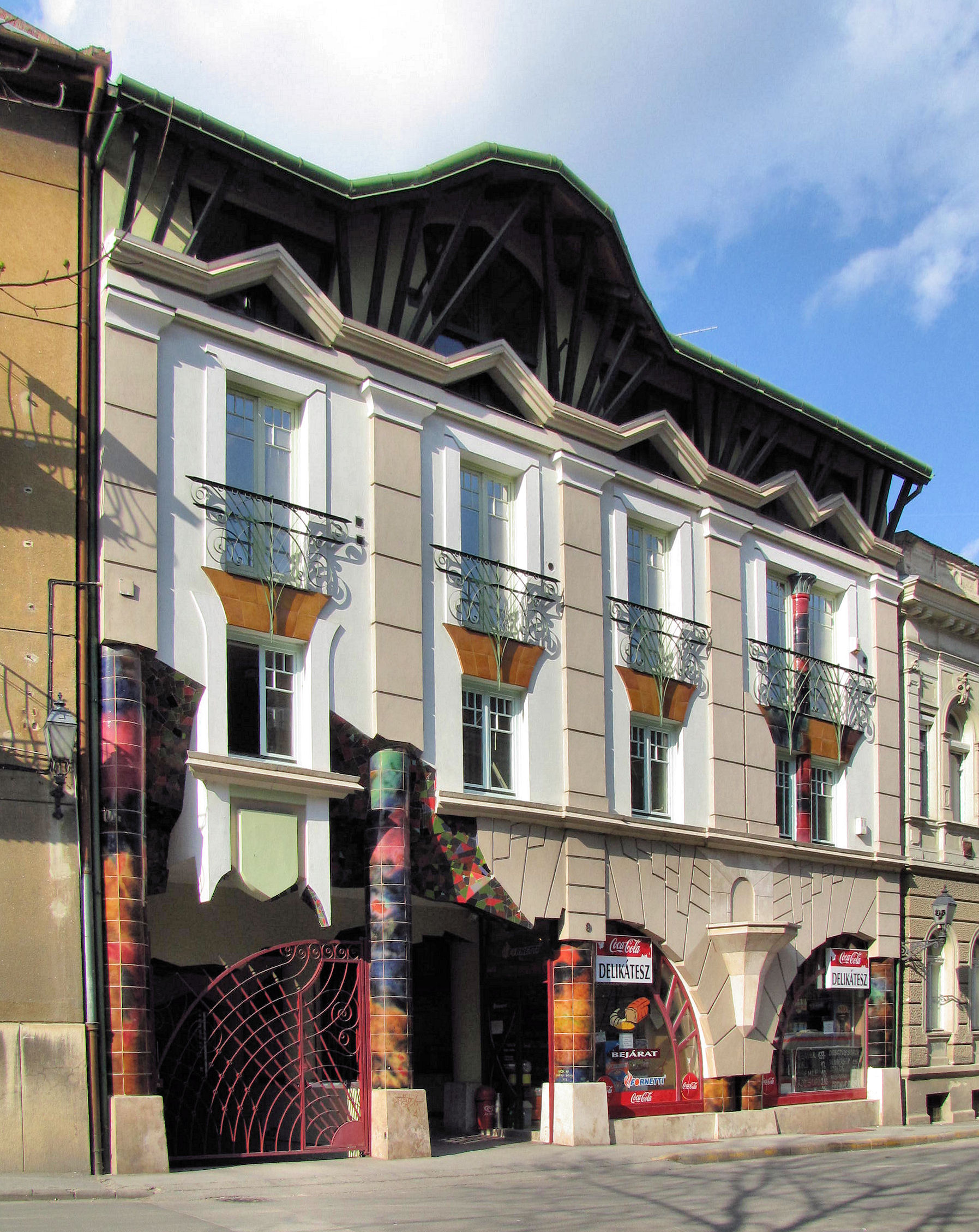
Munkácsy Udvar, Pécs
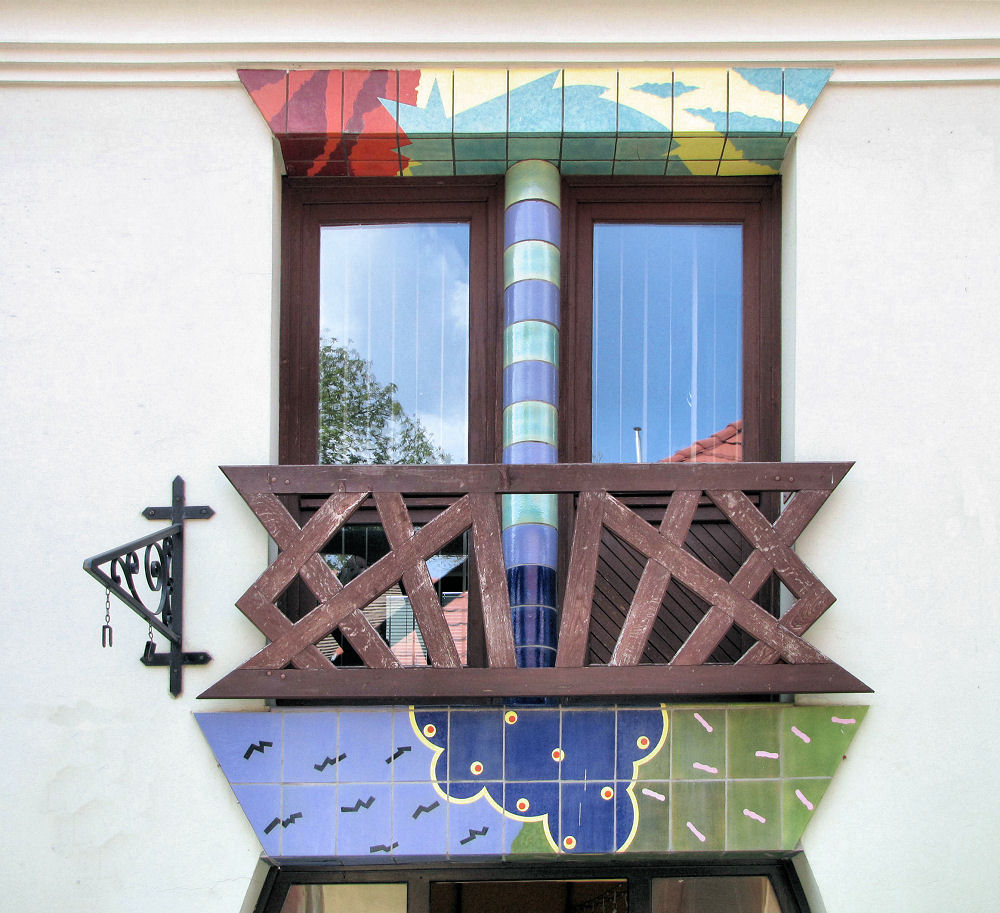
Teréz utcai lakóház homlokzatának részlete, Pécs
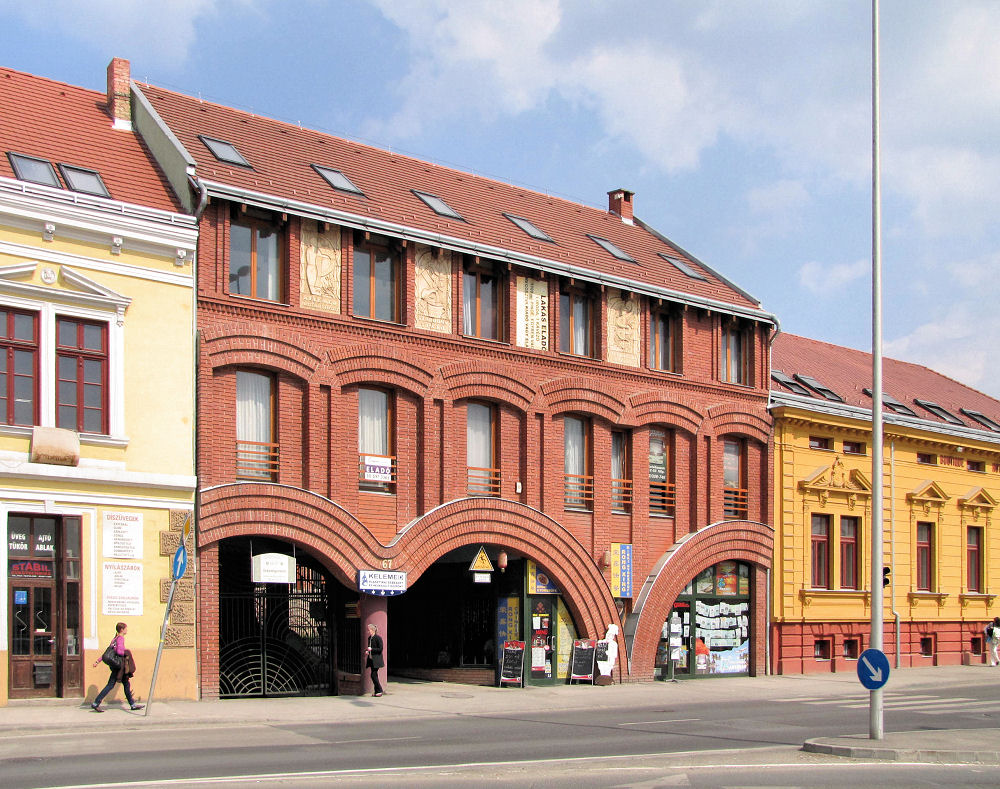
Lakóház a Rákóczi úton
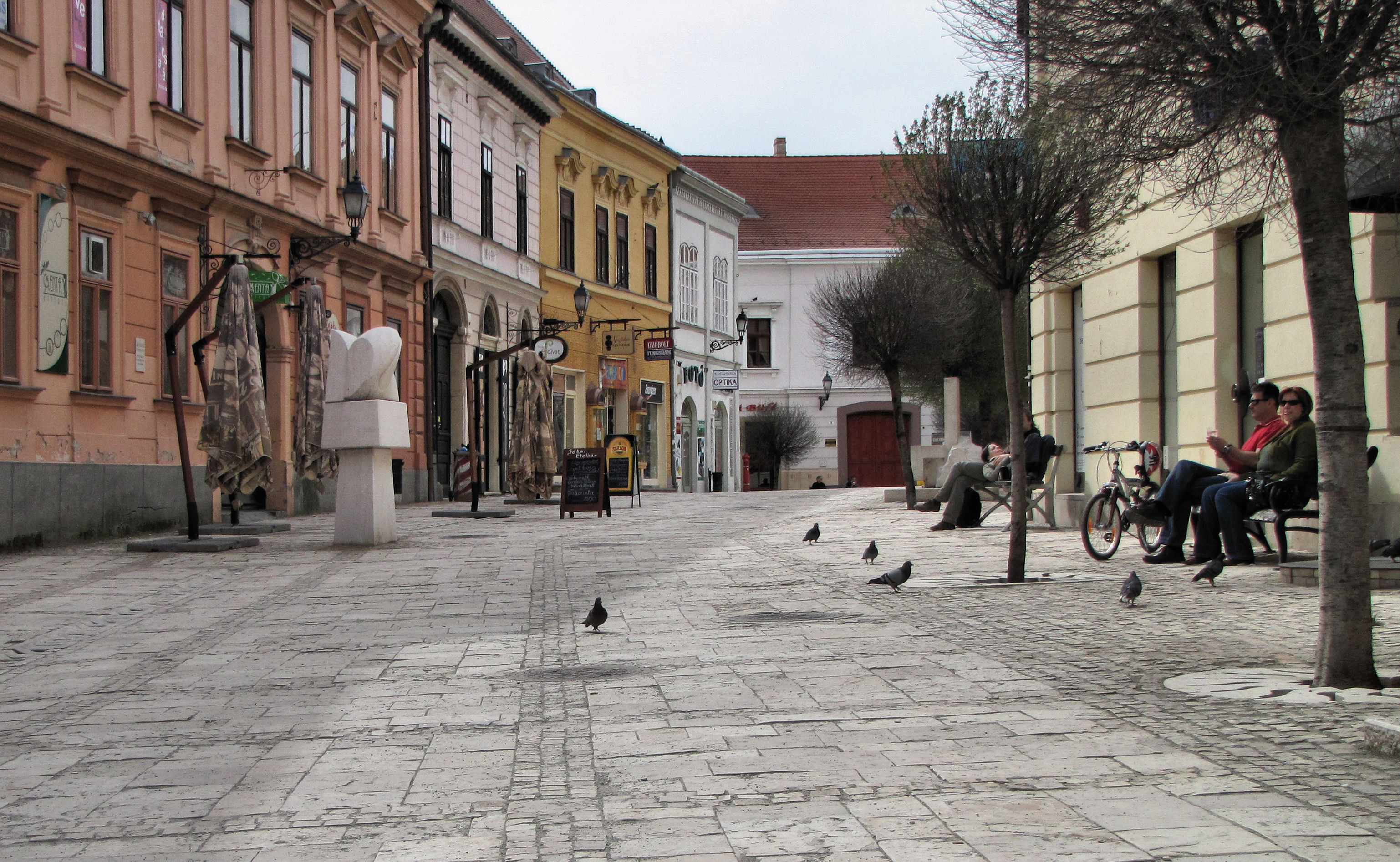
Jókai tér, Pécs
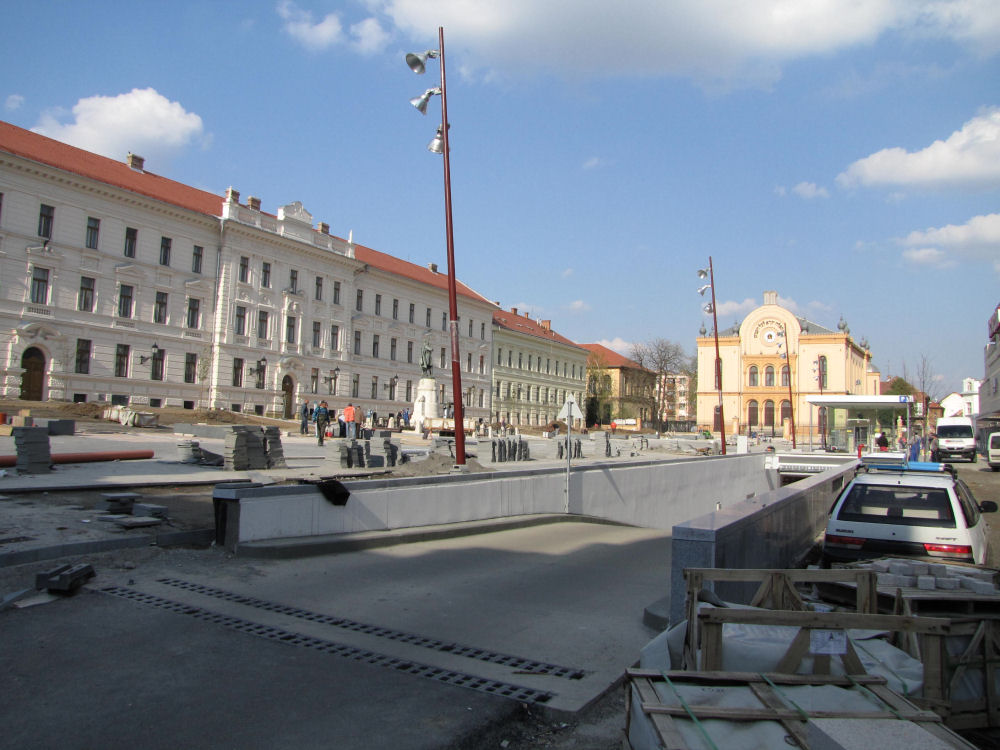
Kossuth tér, Pécs
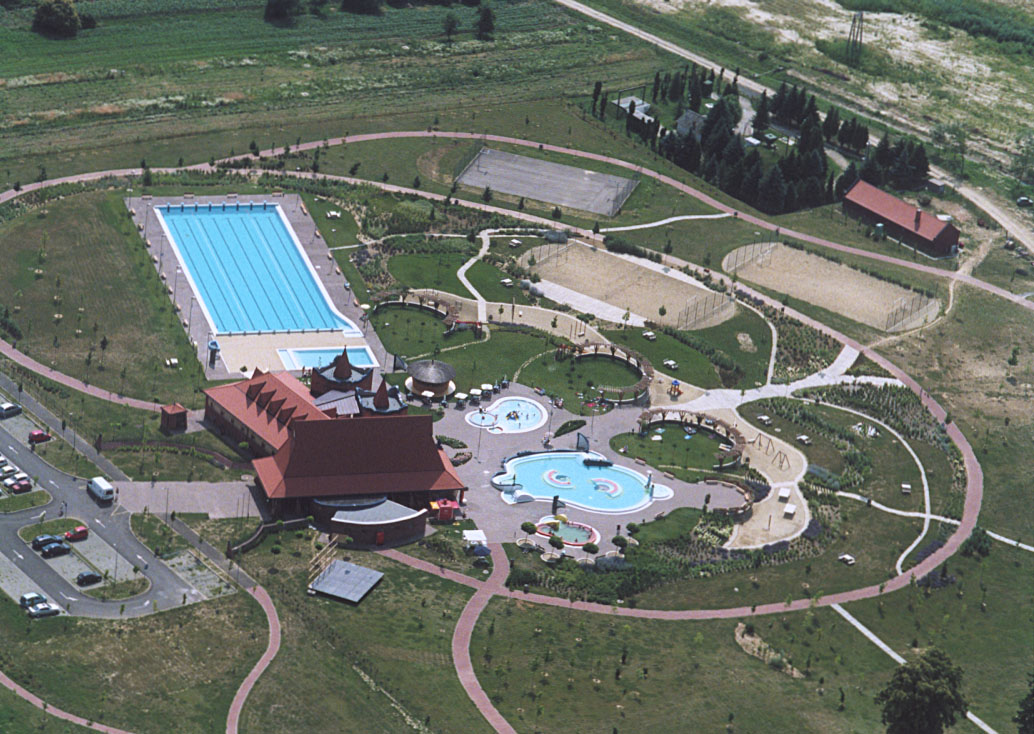
Fürdő, Marcali
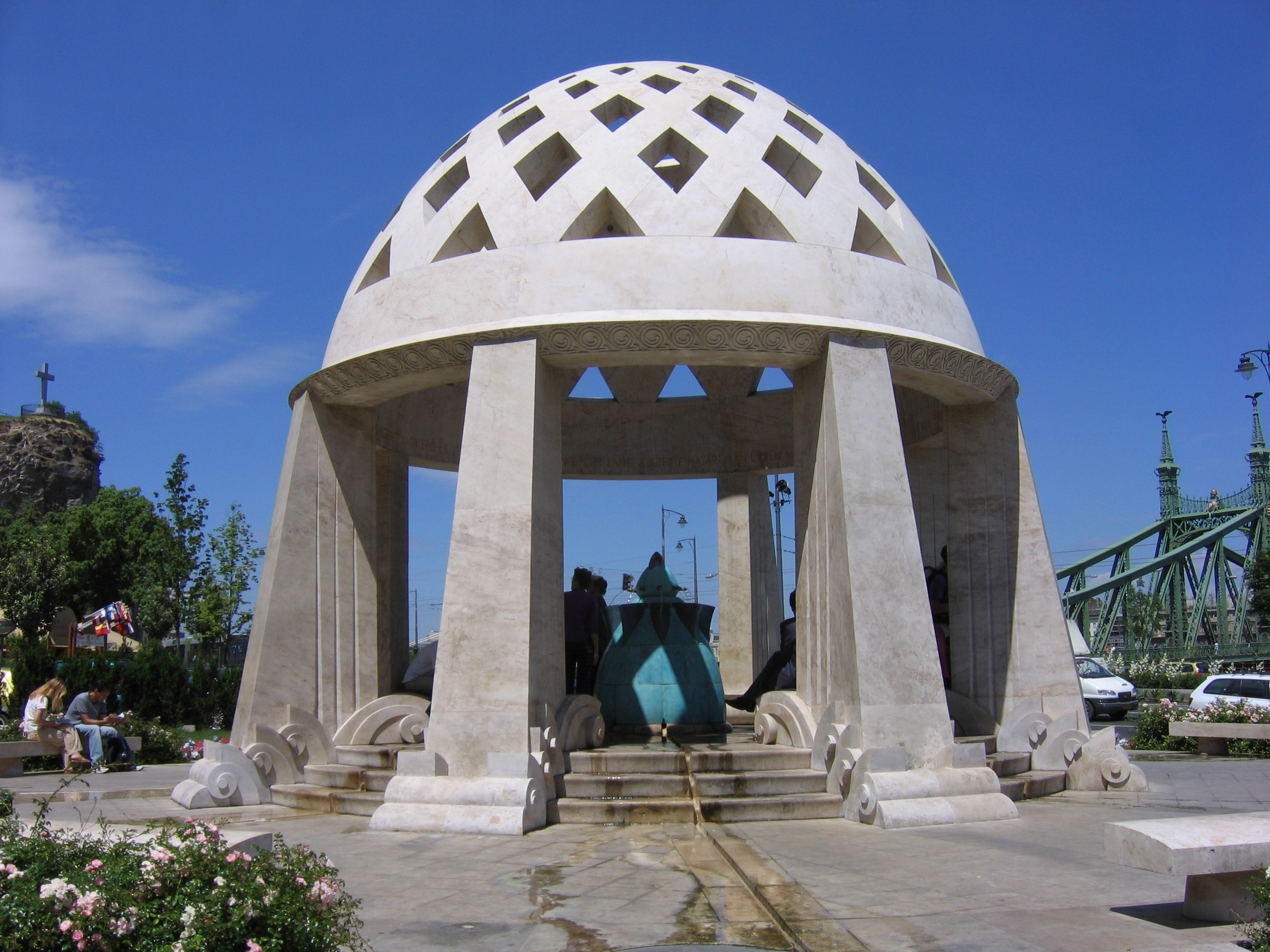
Forrásház a budapesti Szent Gellért téren
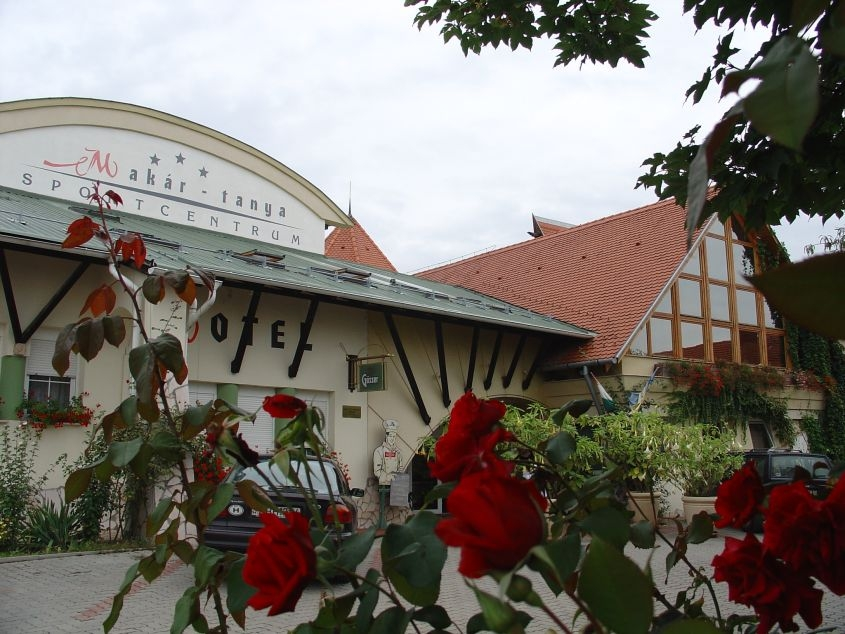
Makár Tanya Sportcentrum, Pécs